# L'archipel
L'archipel je kancelářský mrakodrap, který se nachází v obchodní čtvrti La Défense poblíž Paříže ve Francii (přesně v Nanterre). Dokončen byl v roce 2021, věž je vysoká 106 metrů. V mrakodrapu sídlí globální ústředí společnosti Vinci.